# Новосёлов, Сергей Александрович
Сергей Александрович Новосёлов (30 марта 1965, Тюмень — 23 февраля 2006) — советский и российский хоккеист, нападающий. Мастер спорта СССР.

## Биография
Воспитанник горьковского «Торпедо». Дебютировал за команду в чемпионате СССР в сезоне 1981/82, играл до сезона 1993/94, в котором перешёл в клуб третьего немецкого дивизиона «Рисерзе» (Гармиш-Партенкирхен). Сезоны 1994/95 — 1997/98 провёл в клубе чемпионата Дании «Рёдовре». В сезоне 1998/99 играл за «Торпедо». В сезонах 2002/03 — 2003/04 — в команде второй лиги чемпионата России «Лукойл-Волга» (Кстово).
Бронзовый призёр чемпионата мира среди молодёжных команд 1985 года. Победитель хоккейного турнира зимней Универсиады 1985 года.
Тренировал молодёжную команду посёлка Сеченово.
Скончался в 2006 году. Похоронен на Бугровском кладбище.